# Менеджер обновлений
Менеджер обновлений (англ. Update Manager) — это программа для обновления установленного программного обеспечения в дистрибутивах ОС Linux, основанных на Debian или использующих систему управления пакетами APT. Менеджер обновлений устанавливает обновления безопасности (закрывающие «дыру» в системе, то есть ликвидирующие какую-либо уязвимость в данном ПО) или просто улучшающие функциональность программы. Он информирует пользователей о доступных обновлениях, перечисляя их в алфавитном порядке, так что пользователи могут выбирать какие обновления устанавливать. Первоначально написана для Ubuntu, однако сейчас является частью стандартной системы Debian, а также других систем, использующих APT. 
В менеджере обновлений отсутствует возможность удалять установленные обновления, однако это может быть выполнено с помощью других программ для управления пакетами, таких как Центр приложений Ubuntu, а технически продвинутые пользователи могут воспользоваться для этих целей программой Synaptic.
В Ubuntu менеджер обновлений используется для обновления операционной системы до новой версии, выходящей каждый шесть месяцев для стандартных релизов или два года для релизов с долгосрочной поддержкой (Long Term Support). Эта возможность включена по умолчанию для десктопных версий, а в серверных должна быть добавлена.